# Rheden
Rheden (nizozemská výslovnost: [ˈreːdə(n)]) je obec a město ve východním Nizozemsku.

## Populační centra
Obyvatelstvo sedmi vesnic 1. ledna 2013:

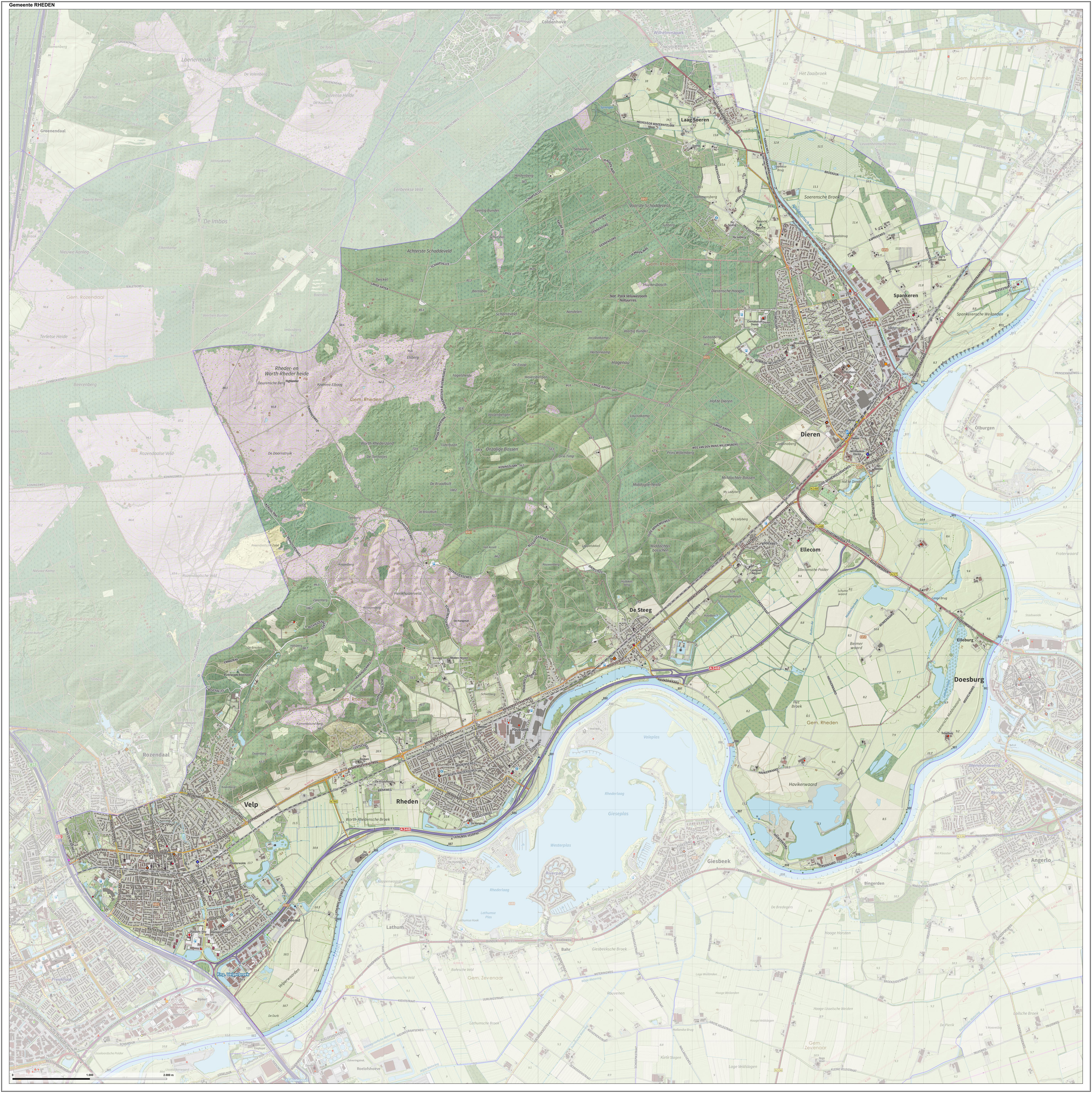
Nizozemská topografická mapa obce Rheden, červen 2015

- Velp (17 723)
- Dieren (14 340)
- Rheden (7 614)
- De Steeg (1 122)
- Ellecom (1 104)
- Spankeren (958)
- Laag-Soeren (835)

## Historie
Nejstarší zmínky o vesnicích v obci Rheden pocházejí z 9. století, konkrétně o Velpu a Dierenu. Na úpatí Veluwezoomu vzniklo mnoho panství, která tvořila téměř nepřerušený pás od Arnhemu po Dieren. Příklady zahrnují zámek Middachten (14. století), zámek Biljoen (16. století) a Huis Rhederoord (18. století). Tato panství a jejich obyvatelé poskytovali práci místnímu obyvatelstvu. Hrady a zámky rovněž nabízely bezpečné útočiště v dobách nepokojů.
Obec Rheden byla založena v roce 1573, kdy došlo ke sloučení soudních obvodů Velp a Rheden do jednoho soudního obvodu Rheden. Název Rheden byl vybrán, protože zdejší soudní obvod měl více obyvatel. Dne 1. ledna 1812 byla obec rozdělena na dvě nové obce: Dieren a Velp. Už 1. ledna 1818 však byla obnovena stará situace.
Mezi lety 1650 a 1900 se v obci Rheden nacházelo sedm venkovských sídel: Scherpenhof, Den Brink, Heuven, De Kruishorst, Snippendaal (do roku 1916 součást De Kruishorstu), Rhederhof a Valkenberg.
Během 19. století se v obci Rheden, zejména v De Steegu a Velpu, usazovalo mnoho důchodců a penzistů. Blízkost města (Arnhem) a krásná příroda byly faktory, které podporovaly růst obce. Během jednoho století vzrostl počet obyvatel čtyřnásobně z 5 000 na 23 000. Největší vesnicí v obci je dnes Velp.

## Doprava
- Nádraží: Dieren, Rheden, Velp

## Významní obyvatelé

### Veřejná služba
- Lubbert Jan van Eck (1719, Velp – 1765) 31. guvernér Cejlonu
- Theodoor Johan Arnold van Zijll de Jong (1836, Velp – 1917) velitel Nizozemské královské armády východní Indie
- Daniël de Blocq van Scheltinga (1903, Velp – 1962) nizozemský nacistický politik
- Hans van den Broek (1936–2025) nizozemský politik, člen obecního zastupitelstva v letech 1970 až 1974
- Sammy van Tuyll van Serooskerken (* 1951, Velp) nizozemský politik
- Tom Middendorp (* 1960, Rheden ) bývalý generál Nizozemské královské armády
- Erik Proper (* 1967, Rheden) nizozemský počítačový vědec
- Melanie Schultzová van Haegenová (* 1970, Laag-Soeren) bývalá nizozemská politička a podnikatelka
- Marilène Oranžsko-Nasavská, van Vollenhoven (* 1970, Dieren) manželka Mauritse Oranžsko-Nasavského, van Vollenhovena

### Umění
- Mina Krusemanová (1839 Velp – 1922) nizozemská feministka, herečka a spisovatelka z 19. století
- Louis Couperus

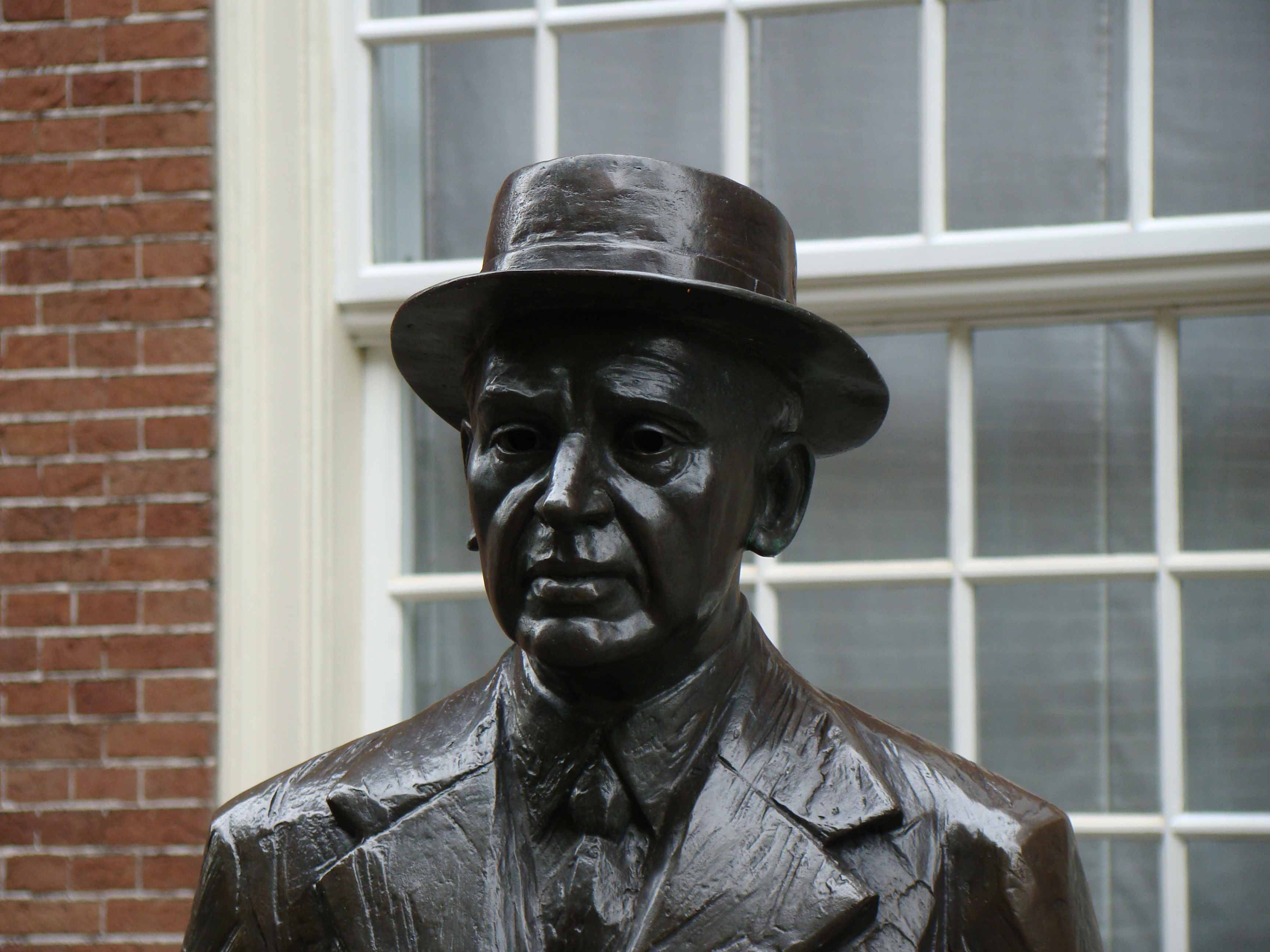
Louis Couperus

Louis Couperus (1863–1923, De Steeg) nizozemský prozaik a básník
- Baronka Ella van Heemstraová (1900, Velp – 1984) nizozemsko-britská aristokratka a matka Audrey Hepburnové[4]
- Simon Carmiggelt (1913–1987) autor, který měl v De Steegu domov
- Teun Jacob (1927, Rheden–2009) nizozemský malíř a sochař
- Jan Siebelink (* 1938, Velp) nizozemský autor
- Paula van der Oestová (* 1965, Laag-Soeren) nizozemská filmová režisérka a scenáristka[5]

Anouk van Dijk, 2009

- Anouk van Dijk, 2009Anouk van Dijk (* 1965, Velp) nizozemský choreograf, tanečník, umělecký režisér a pedagog
- Maarten Demmink (* 1967, Goudriaan), známý jako Demiak, nizozemský malíř, fotograf a sochař
- Jorrit van der Kooi (* 1972, Rheden) nizozemský filmový a televizní režisér a moderátor[6]

### Sport
- Jo Teunissen-Waalboer (1919, Velp – 1991), nizozemský oštěpař, soutěžil na Letních olympijských hrách 1948
- Henk Bosveld (1941, Velp – 1998) nizozemský fotbalový záložník
- René Klaassen (* 1961, Velp) bývalý hokejový obránce, zúčastnil se letních olympijských her 1984 a 1988
- Erik Breukink (* 1964, Rheden) bývalý profesionální cyklista
- Ho-Pin Tung (* 1982, Velp) čínsko-nizozemský automobilový závodník

## Různé
- Továrna na kola Gazelle se nachází v Dierenu.

## Galerie

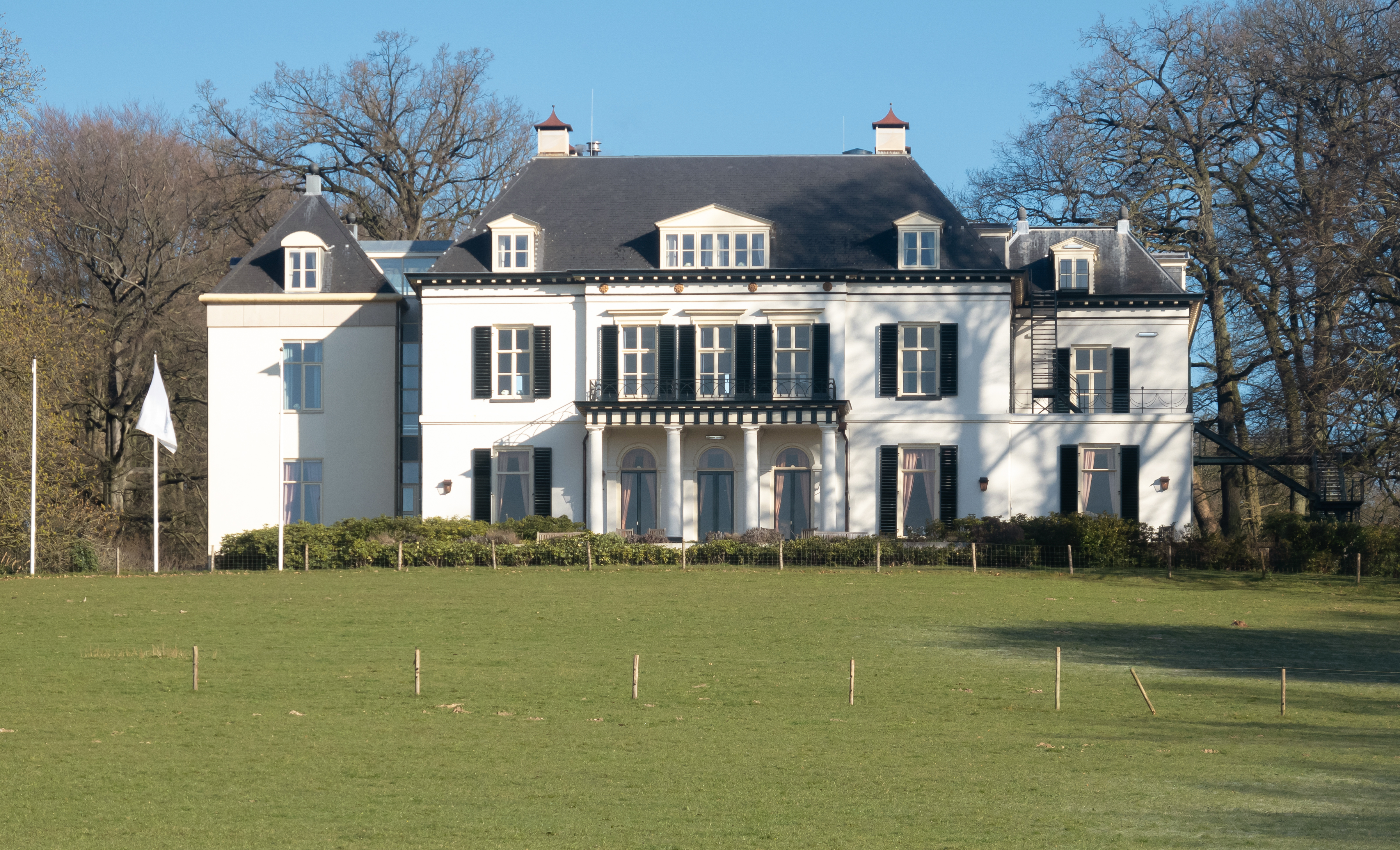
Rheden, venkovský dům: de Valkenberg
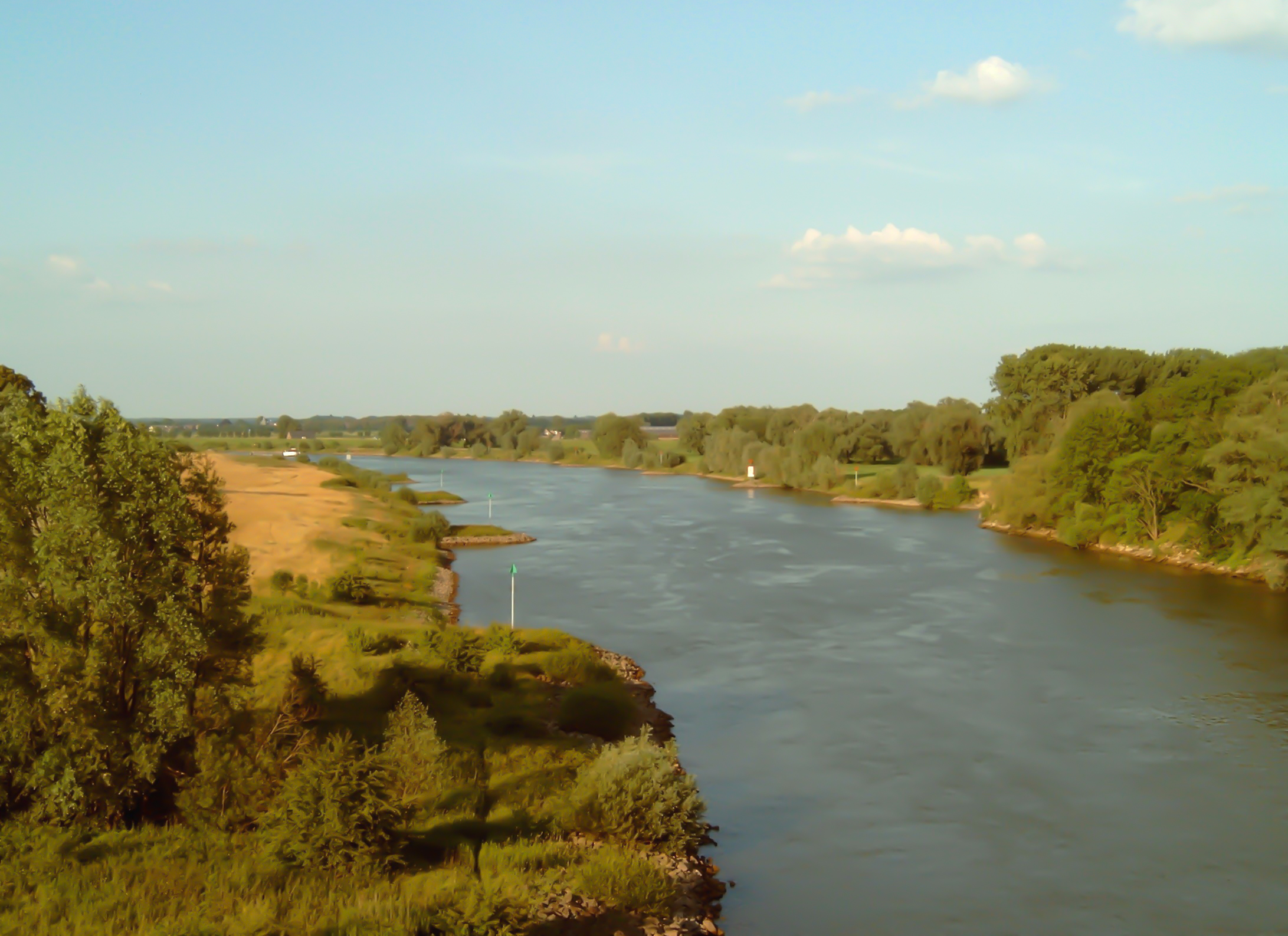
Velp, řeka: de IJssel
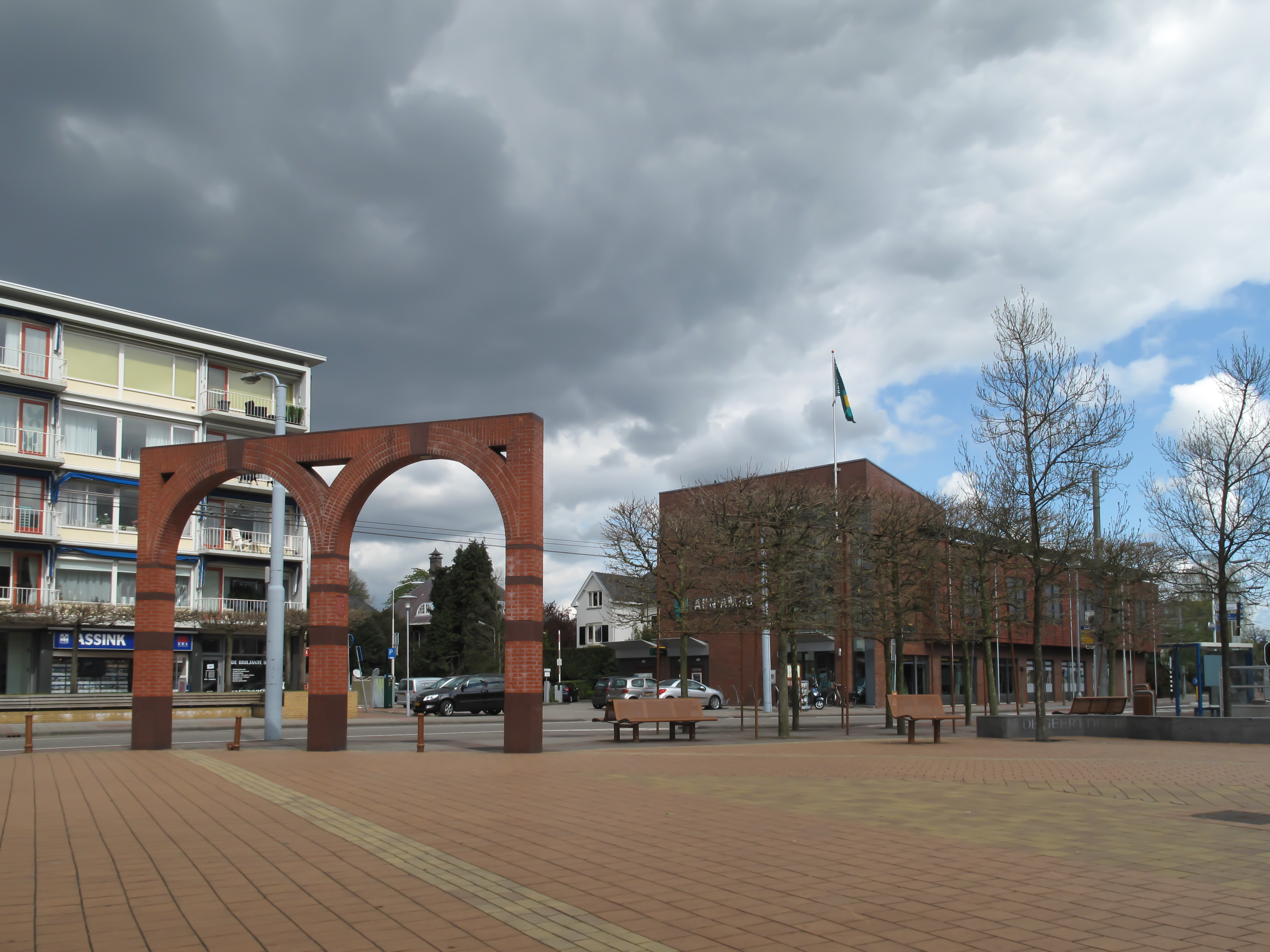
Velp, pohled do ulice (de Hoofdstraat)
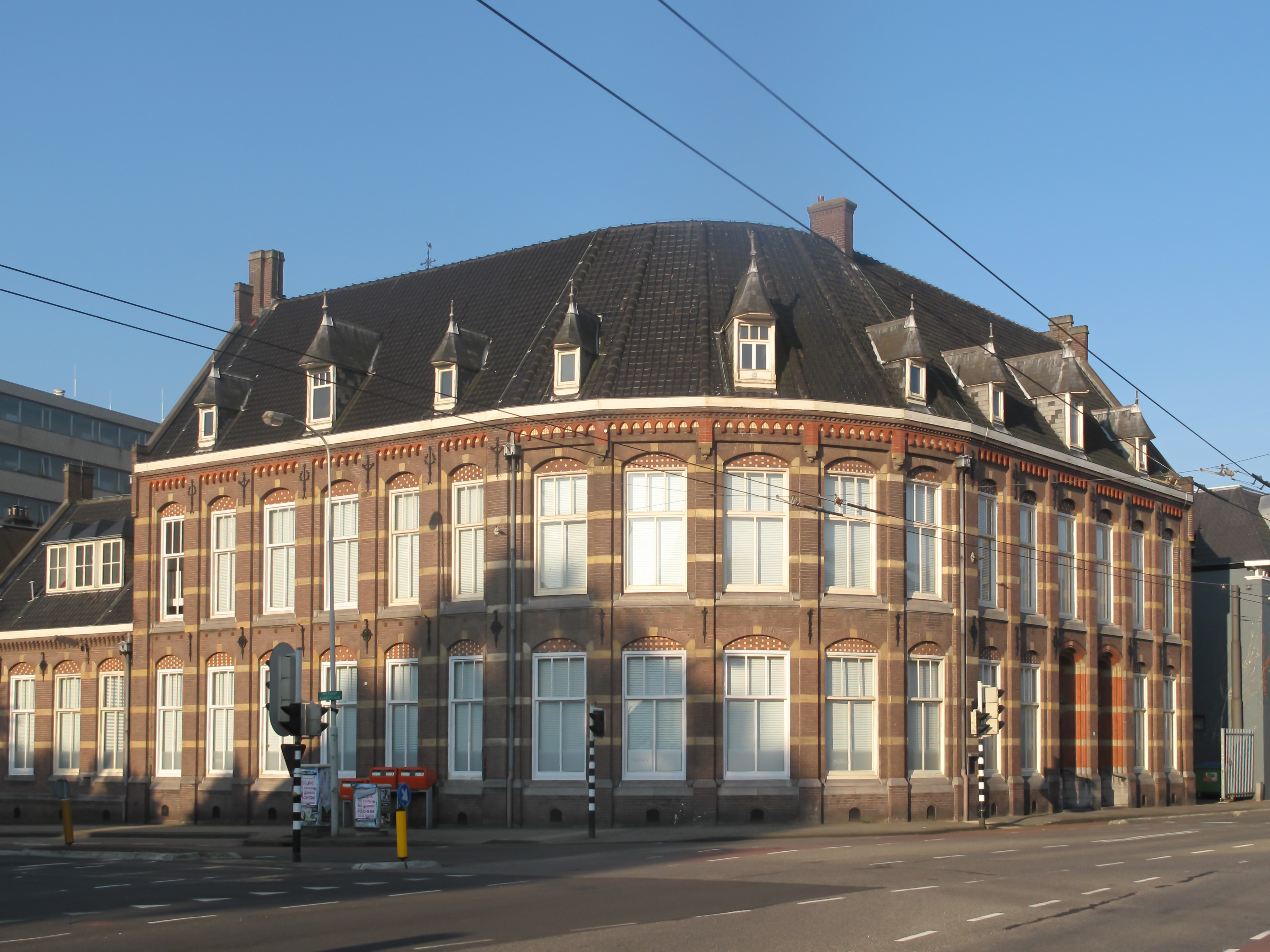
Velp, monumentální kancelářská budova na Hoofdstraat
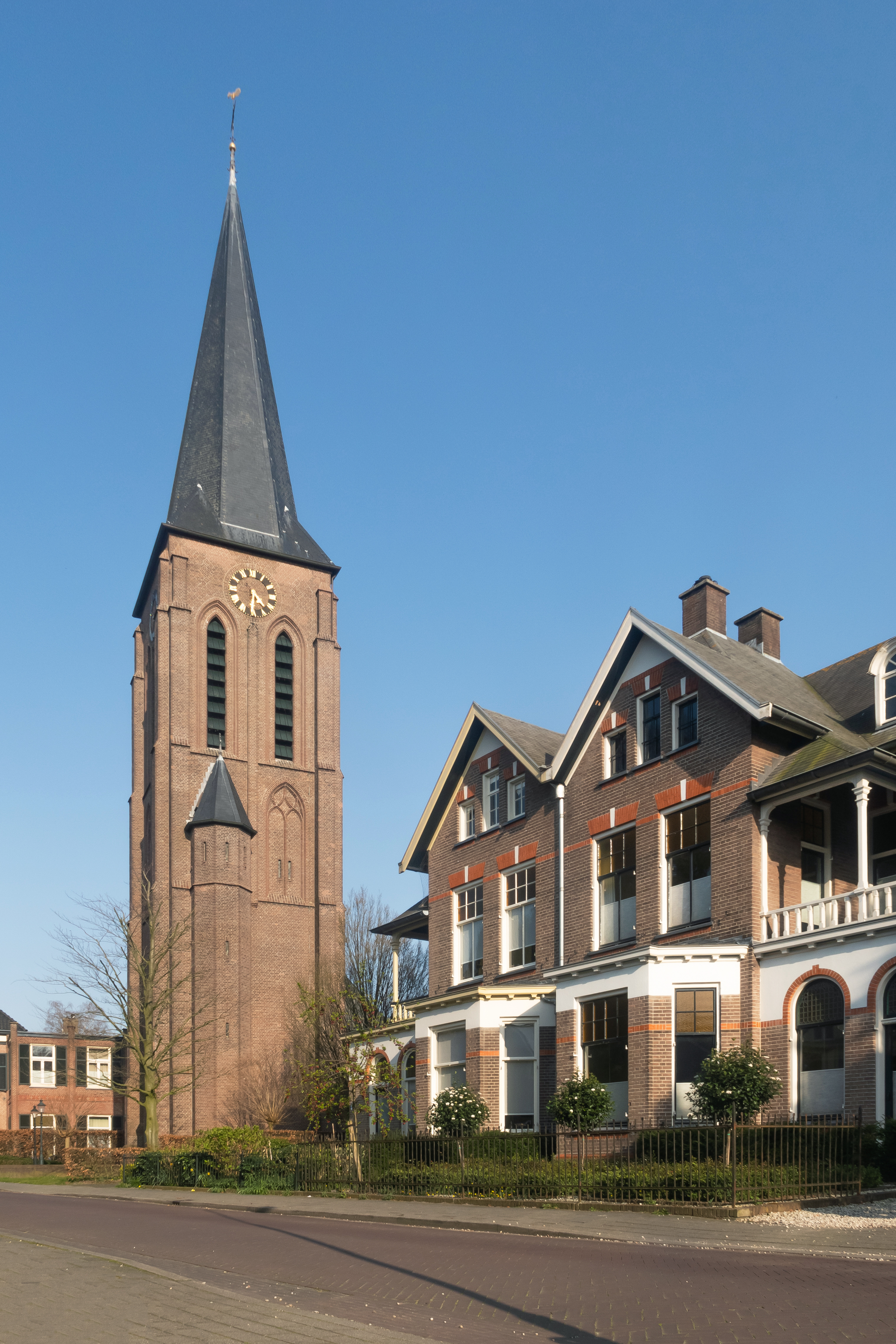
Dieren, věž: de Dierense toren
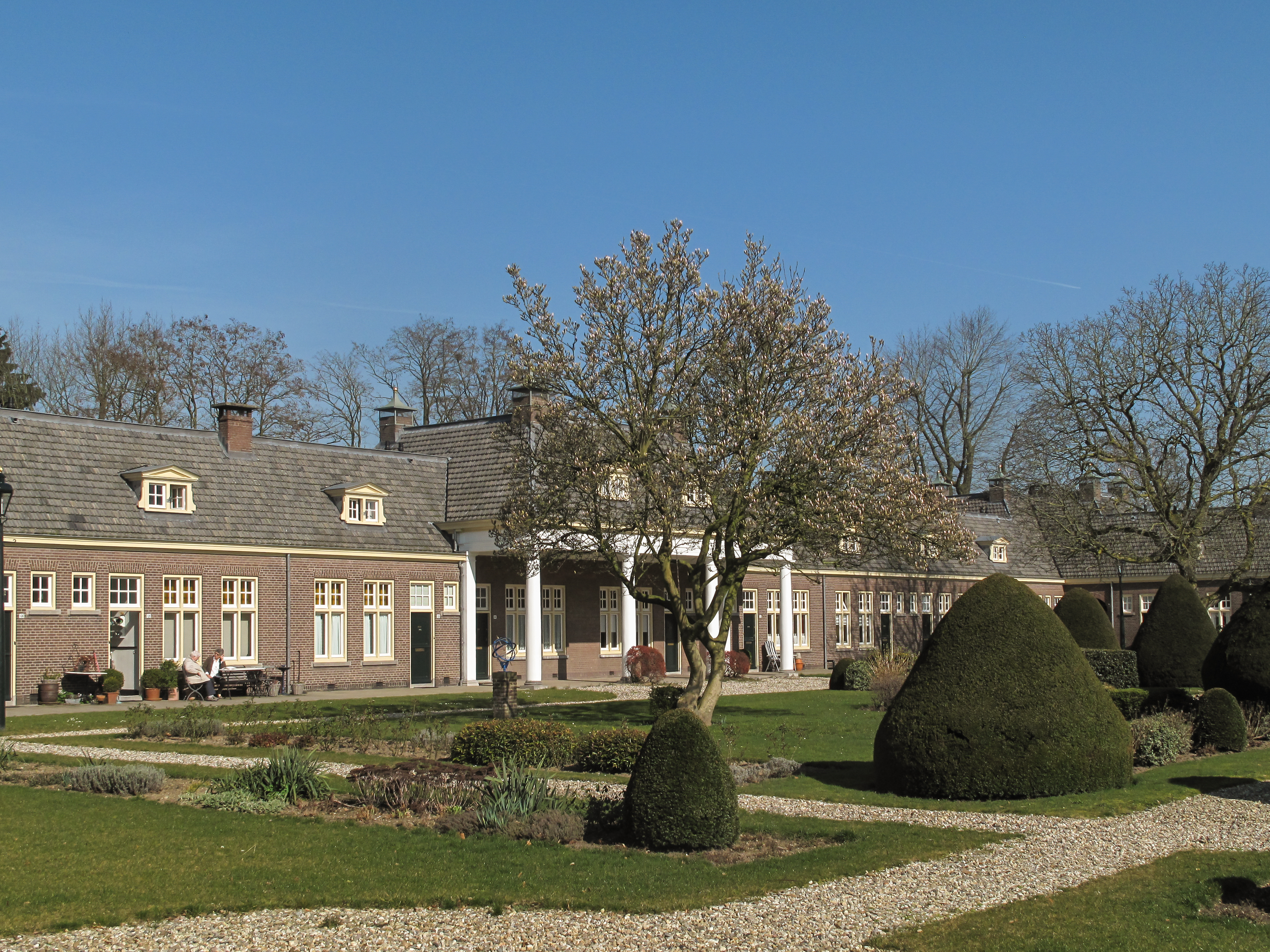
Dieren, monumentální dům: Schweer bey der Beckehof
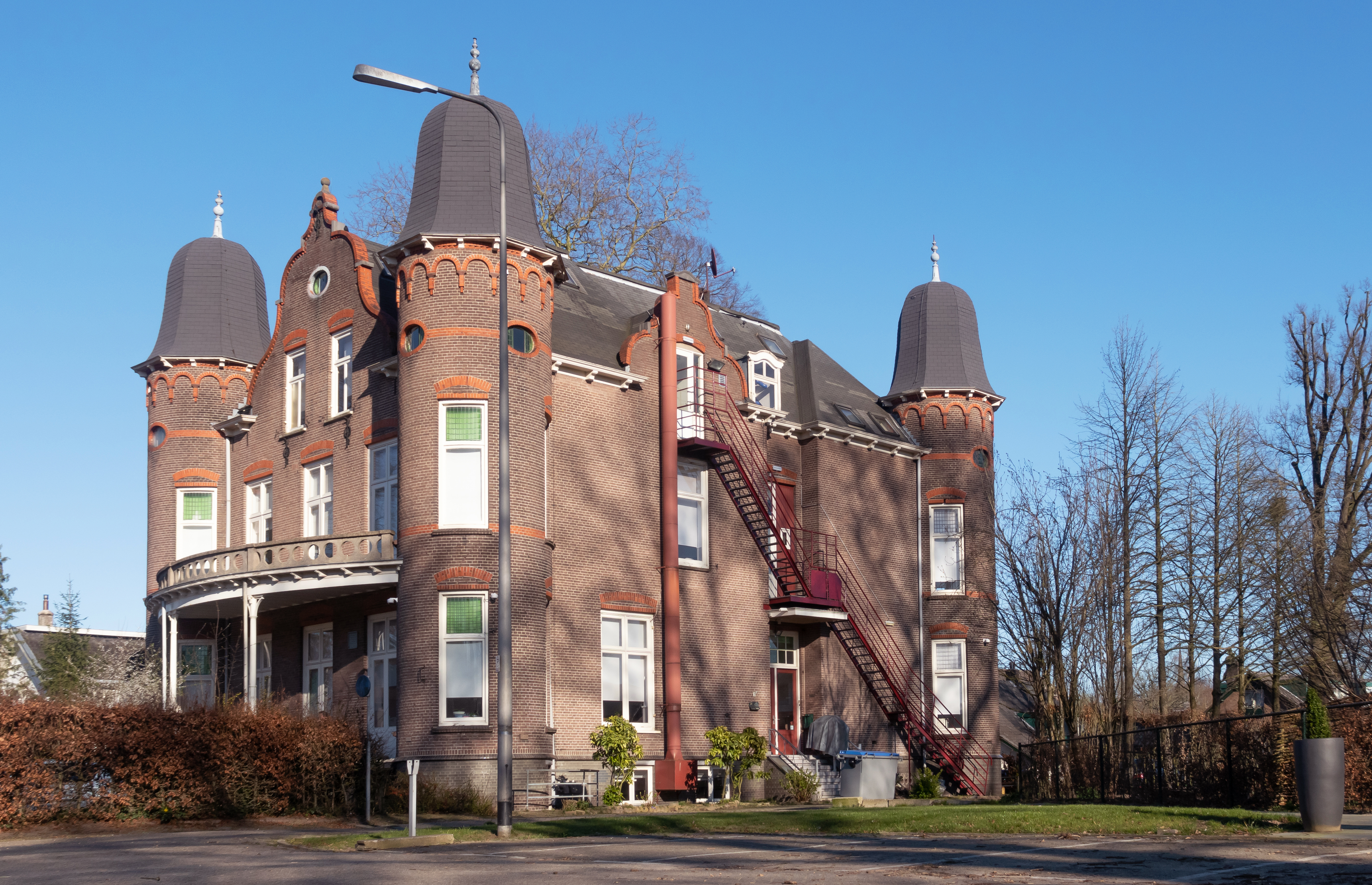
De Steeg, vila: Huize Rhederpark
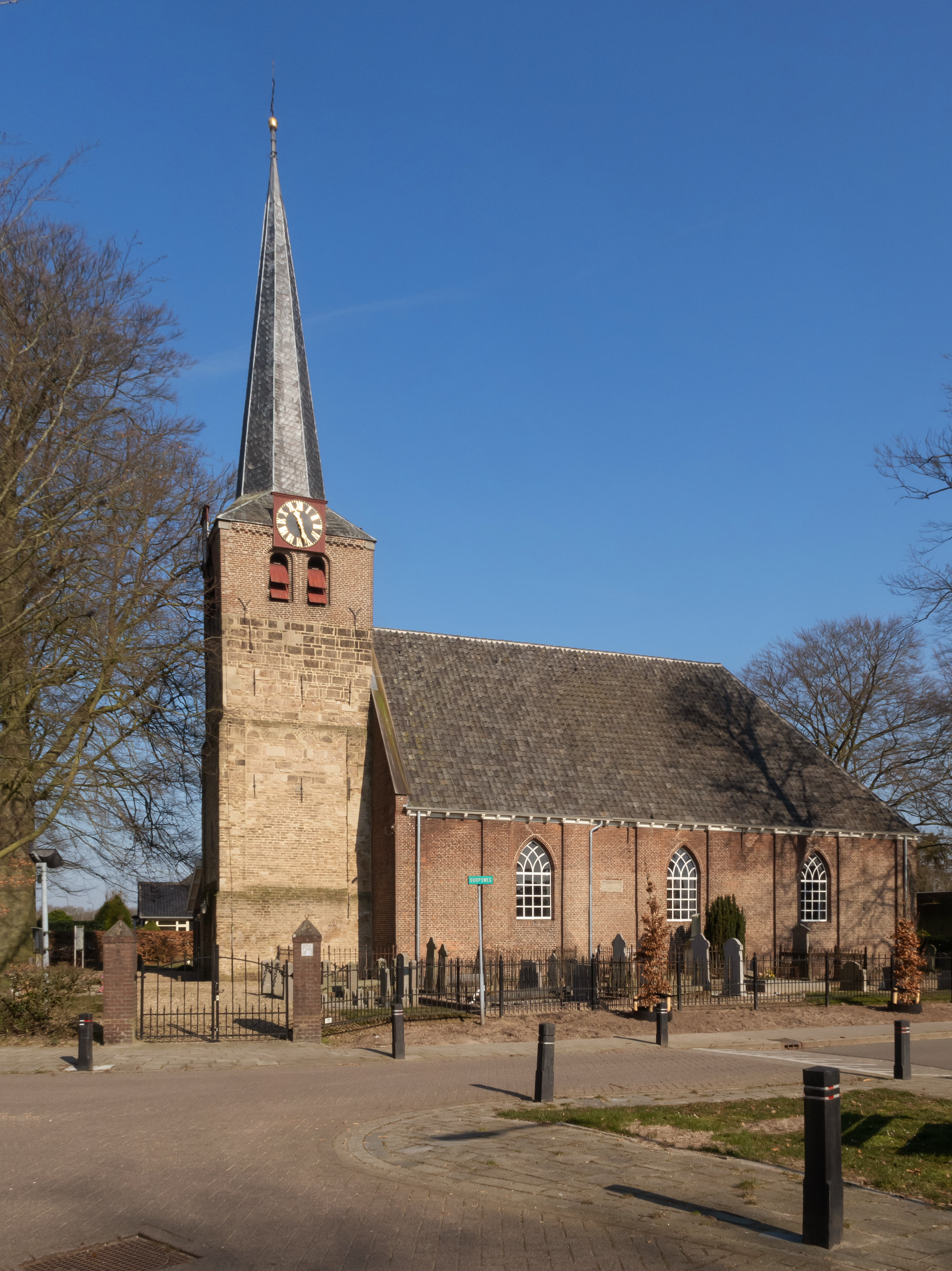
Spankeren, reformovaná církev